# Krausz Sámuel
Krausz Sámuel (Ukk, 1866. február 18. – Cambridge, 1948. június 4.) izraelita tanítóintézeti tanár, történész, nyelvész, hebraista.

## Élete
Jánosházán és Pápán tanult zsidó teológiát. 1884-ben a gimnázium négy osztályából magánvizsgát tett és az országos rabbiképzőintézetbe lépett, ott érettségizett. Egyetemi tanulmányait két évig Budapesten, egy évig Berlinben folytatta, 1892-ben Giessenben nyert bölcsészdoktori oklevelet és 1894-ben Budapesten rabbi oklevelet. 1893-ban a pesti izraelita hitközség szolgálatában középiskolai hitoktatóként működött. 1894-ben a Országos Izraelita Tanítóképző Intézet vallástanára lett; 1906-tól a bécsi Israelitisch-Theologische Lehranstalt tanára, 1932 és 1937 között igazgatója volt. A „kristályéjszaka” után, 1938-ban Angliába emigrált.
Cikkei többek között a Magyar-Zsidó Szemlében (1890. A zsidók szent Jeromos műveiben, 1891. Bar Pandera, Arcoleon, Autodafék Magyarországon, Domninus ókori zsidó philosophus, 1892. Egyiptomi és szyr istenségek a talmudban, Gyorsirás a talmudban, Régi tévedések, Magyarországi régiségek a talmudban, A tannaiták és amorák titkos gyűlései, Irodalmi szemle, 1893-1894. Teraphim, Magyar Machor, 1895. Huszonnégy piperecikk, Egy talmudi talány megfejtése, 1896-1898. Jézus származásáról, 1899. A magyarországi örmény családok genealógiája (bírálat 1899); az Österreicher Wochenschriftben (1890., 1892. novella: Die Gäste des Friedhofes címen); a londoni Jewisch Quarterly Reviewben (1892-99), a berlini Magazin für die Wissenschaft des Judenthumsban (1892-93), a párisi Revue des Études Juviesben (1892., 1895-99), az Egyetemes Philologiai Közlönyben (1893. Addenda Lexicis graecis et latinis, 1896. Hellespontus-őrzők és könyvismertetés Magyarország a Nagy-Sándor mondában; 1898. Görög vendégszók az örmény nyelvben, 1899. Verseghy Ferenc mint héber nyelvtudós; ism. M. Kritika 12. sz.); az Ethnographiában (1896. A magyarok a bibliai néprajzi táblában, 1897. A kozarokról, 1899. Néprajzi problémák az étkezésben); a Nyelvőrben (1896-99); a Nyelvtudományi Közleményekben (1899).

## Munkái
- Magyarországi régiségek a Talmudban (Bpest 1893. Különnyomat a Magyar Zsidó Szemléből)
- Zur griechischen und lateinischen Lexicographie aus jüdischen Quellen (Leipzig, 1893)
- A görög s latin hangok kiejtése az ókori zsidó irodalom tanúsága szerint (Bpest, 1894) (Különnyomat az Egyetemes Philologiai Közlönyből)
- Magyarországi régiségek a talmudban (Budapest, 1894)
- Rendszeres zsidó vallás- és erkölcstan (Budapest, 1896)
- Talmudi életszabályok és erkölcsi tanítások (Héberből fordítva, Budapest, 1896)
- Nemzeti krónikáink bibliai vonatkozásai (Budapest, 1898)
- Griechische und lateinische Lehnwörter im Talmud; Midrasch und Targum (Két kötet, Berlin, 1898–1899)
- Das Leben Jesu nach jüdischen Quellen (Berlin, 1902)
- Antonius u. Rabbi (Wien, 1910)
- Talmudische Archäologie (I–III., 1910–1912)
- Geschichte der jüdischen Ärzte (1930).

Közreműködött a Biblia magyar nyelvű tudományos fordításában (Szentírás, I–IV., 1898–1907).